# سیکورسکی اس-۴۳۴
سیکورسکی اس-۴۳۴ (به انگلیسی: Sikorsky S-434) یک هواگرد ساختِ کارخانهٔ سیکورسکی در کشور ایالات متحده آمریکا است. این هواگرد برای نخستین بار در ۱۸ دسامبر ۲۰۰۸ میلادی مورد استفاده قرار گرفت. سیکورسکی-۴۳۴ دارای یک موتور توربوشفت آلیسون ۲۵۰ است و بر پایهٔ شوایتزر اس-۳۳۳ ساخته شد که با موتور پیستونی ارائه شده بود. تنها کاربر دولتی این بالگرد، وزارت داخلی عربستان سعودی است. خط تولید سیکورسکی اس-۴۳۴ در سال ۲۰۱۵ متوقف شد.

## کاربران
عربستان سعودی (وزارت داخلی)

## مشخصات
داده‌ها از Sikorsky Helicopter
ویژگی‌های عمومی
- طول: ۳۰ فوت ۱۰ اینچ (۹٫۴۰ متر)
- ارتفاع: ۱۱ فوت (۳٫۴ متر) * Cabin width: ۶۷٫۶ اینچ (۱٫۷۲ متر)
- Cabin height: ۵۳٫۳ اینچ (۱٫۳۵ متر)
- وزن خالی: ۱٬۳۴۵ پوند (۶۱۰ کیلوگرم)
- وزن ناخالص: ۲٬۹۰۰ پوند (۱٬۳۱۵ کیلوگرم)
- بیشترین وزن برخاست: ۳٬۲۰۰ پوند (۱٬۴۵۱ کیلوگرم) with external load
- ظرفیت سوخت: ۸۴ گالون آمریکایی (۷۰ گالون بریتانیایی؛ ۳۱۸ لیتر)
- پیشرانه: ۱ عدد turboshaft engine Rolls Royce 250-C20W, ۳۲۰ اسب بخار کوتاه (۲۴۰ کیلووات)   for take-off
- قطر روتور اصلی:  ۲۷ فوت ۶ اینچ (۸٫۳۸ متر)
- مساحت روتور اصلی: ۷۹۲ فوت مربع (۷۳٫۶ متر مربع) 4-bladed main rotor

عملکرد